# 理查德·福特
理查德·福特（英語：Richard Ford，1944年2月16日—），美国小说作家。他的长篇小说《独立日》曾经获得普利策奖。

## 早期生平
福特出生于密西西比州的杰克逊，父亲是一位销售员。在福特八岁时，他父亲罹患严重的心脏病，从此他经常去阿肯色州的小石城的祖父家居住。1960年福特的父亲心脏病复发去世。
福特毕业于密西根州立大学，获得学士学位。他起初学习酒店管理，后转学英语。毕业后在密西根州弗林特教初级中学。福特有轻度阅读障碍，但对文学有强烈兴趣。
1970年，福特在加州大学欧文分校获得硕士学位。1976年他出版了第一部小说《A Piece of My Heart》，1981年又出版了《The Ultimate Good Luck》。两部书评论虽好，但销路欠佳，福特不得不退出全职小说写作，转到纽约一家体育杂志《Inside Sports》成为专业写手。

## 作品

### 小說選
- 《石泉城（英语：Rock Springs (short story collection)）》（又譯為《賽狗場的女人》，2006）